# Dni i noči
Dni i noči (Дни и ночи) è un film del 1944 diretto da Aleksandr Borisovič Stoller.